# Arkansas Tom
Roy Daugherty znany także jako Arkansas Tom Jones był członkiem Dzikiej Bandy, gangu Billa Doolina. Jako jedyny członek dożył XX wieku. Brał udział w licznych napadach; zasłynął z roli, jaką odegrał podczas tzw. Bitwy w Ingalls (1 września 1893), gdzie został aresztowany przez szeryfa Jamesa Mastersona i skazany na 50 lat więzienia. Zwolniony z więzienia w 1910 roku, przez dwa lata prowadził restaurację w Drumright, w Oklahomie, a następnie przeniósł się do Hollywood, mając nadzieję na angaż w westernach. W 1917 dokonał napadu na bank w Neosho, w stanie Missouri; po odsiadce obrabował bank w Ashbury, Missouri. Został zastrzelony podczas ucieczki w Joplin w 1924.